# احمد ابوخطوه
احمد بن احمد بن محمد ابی‌خَطوه شهرت‌یافته به احمد ابوخطوه (۱۸۵۲ – ۱۹۰۶) قاضی شرعی و فقیه حنفی مصری بود. در دانشگاه الازهر درس خواند و در معقولات سرآمد شد. در همان‌جا به تدریس پرداخت، مفتی دیوان اوقاف، عضو دادگاه عالی شرعی شد؛ سپس نمایندهٔ دیوان عالی منصوب شد. إرشاد الأمة الإسلامیة إلی أقوال الأئمة فی الفتوی الترنسفالیة اثر اوست.